# Catedral de Perigús
La Catedral de Périgús pot fer referència a l'actual catedral catòlica de la ciutat de Perigús, França, dedicada a Sant Front (Cathédrale Saint-Front de Périgueux), que ha estat la catedral des de 1669, o a la seva predecessora, que segueix funcionant com a església parroquial, dedicada a Sant Esteve, l'església de Sant Esteve de la Ciutat (Cathédrale Saint-Étienne-de-la-Cité de Périgueux).
Als segles iv i v es va construir per primera vegada una església a la zona. L'any 976 el bisbe Frotaire va construir l'abadia de Sant Front a la ubicació de l'església. L'abadia va ser consagrada l'any 1047. El seu cor abovedat albergava la tomba de Sant Front, que va ser esculpida l'any 1077 per Guimaunond, un monjo de l'abadia de Chaise-Dieu. Aquesta tomba estava decorada amb nombroses pedres precioses i escultures, especialment un àngel amb aurèola fet de peces de cristall que es troba ara en el Museu del Périgord.
La catedral deu el seu nom a Sant Front, primer bisbe de Perigús. La catedral, en qualsevol dels dos edificis, ha estat i és la seu del bisbe de Perigús, o bisbe de Perigús i Sarlat, com es diu la diòcesi des de 1854.
Tots dos edificis estan situats al centre de Perigús i la catedral de Sant Front s'ha classificat com un monument històric francès (Monument historique) des de 1840. Va ser reconstruïda per l'arquitecte Paul Abadie entre el 1852 i 1895. De les estructures anteriors només es van deixar el campanar i les criptes, tots dos del segle xii.
També forma part dels Camins de Sant Jaume a França, declarats Patrimoni de la Humanitat per la Unesco l'any 1998 amb el codi 868-001.

## Arquitectura
La Catedral de Sant Front va ser dissenyada inspirant-se en la Basílica de Sant Marc de Venècia. La planta de la catedral té forma de creu grega. Les seves cinc cúpules amb torretes mostren una relació arquitectònica directa amb els edificis religiosos orientals, que van servir com a inspiració per als arquitectes de la Catedral. Les seves cúpules eren anteriorment diferents en grandària, però van ser redissenyades per l'arquitecte Paul Abadie amb la mateixa grandària i una disposició simètrica. Els pilars que suporten el pes de l'estructura tenen sis metres d'amplària.

## Galeria d'imatges

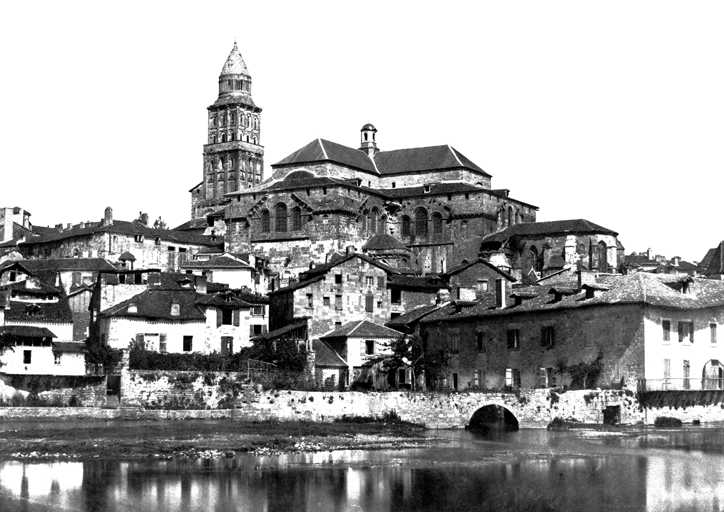
La Catedral de Sant Front abans de la restauració de Paul Abadie. Fotografia presa per Médéric Mieusement abans de 1893.
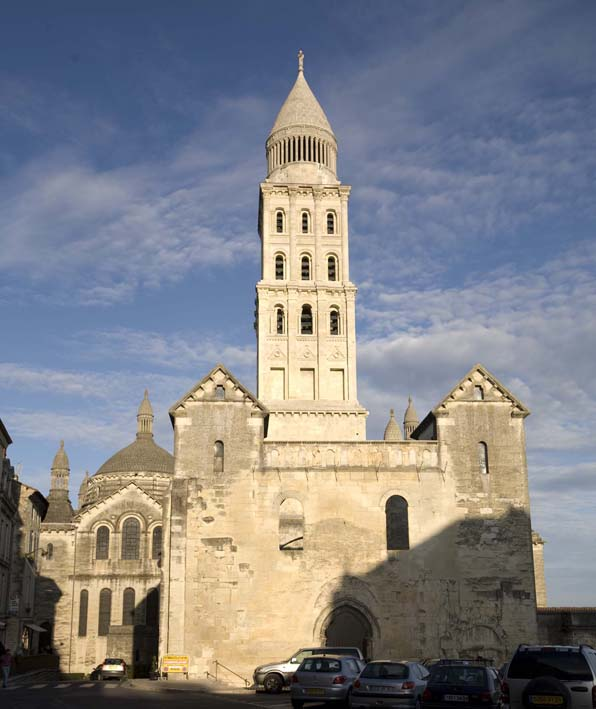
Vista del campanar de la catedral.
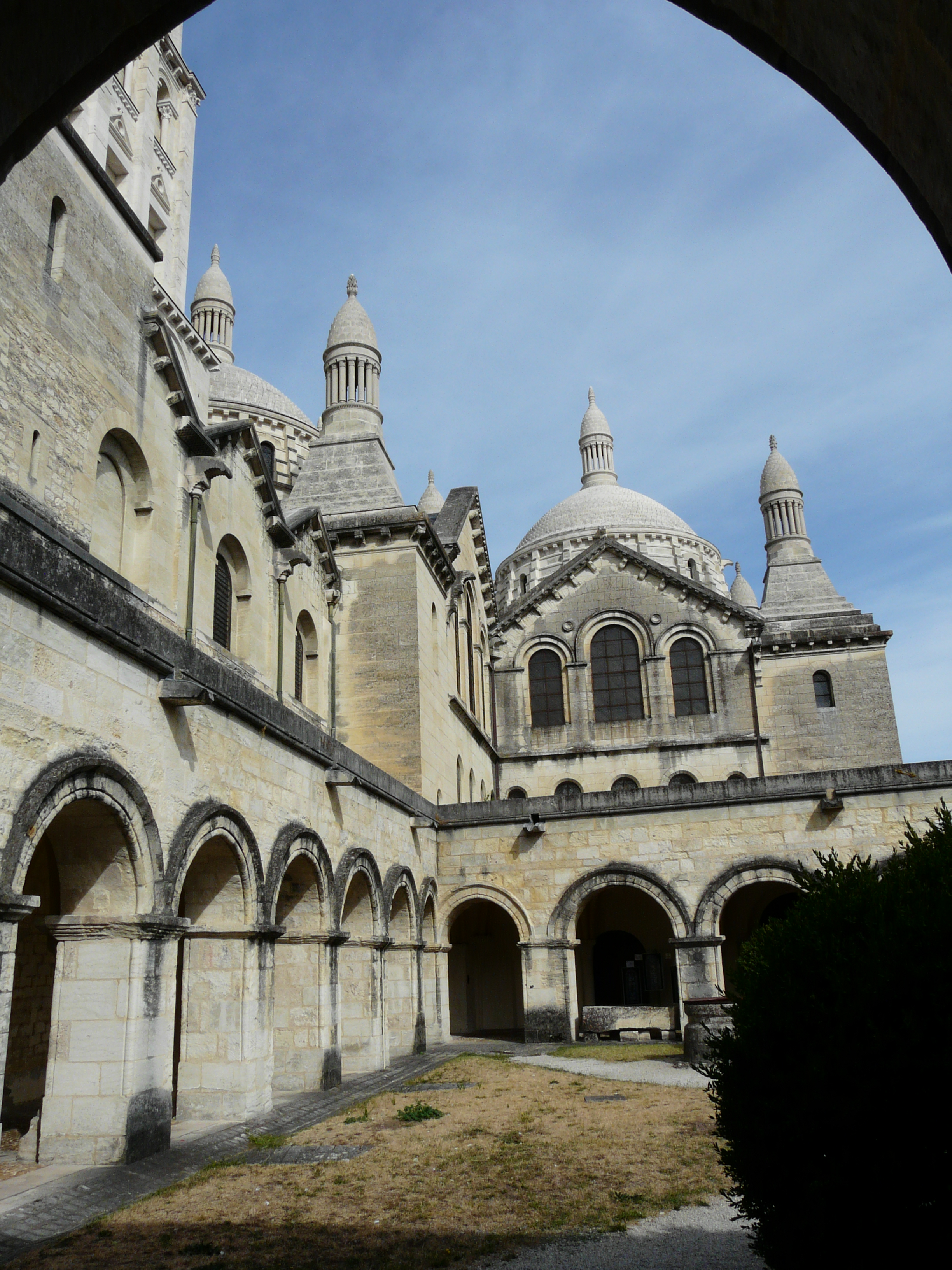
Vista des de l'oest del claustre.